# 反循環補貼
美國反循環補貼，是付與農民的農產品價差補貼，以補償農民損失。根據美國2002新農業法案的《直接給付及反循環給付法案》(P.L. 101-171, Sec. 1101-1108)，反循環補貼是當農產品運銷年度內，法案內包括的產品平均價格低於目標價格時，政府直接提供給參與業者的補助資金。補貼金額是補貼英畝（基本英畝的85%）乘以補貼率（目標價格減去市場價格，除了當目標價格與國內貸款率和直接給付率總和的相差超出補貼率。）